# Crazy Taxi: Catch a Ride
Crazy Taxi: Catch a Ride is het vierde spel in de Crazy Taxi-serie ontwikkeld door Graphic State Games en gepubliceerd door THQ. Het spel is uitgebracht voor de Game Boy Advance in 2003. Het spel heeft twee steden en negen mini-spellen in de Crazy Box mode. De vier taxi's van het originele spel zijn hier ook aanwezig.

## Ontvangst
| Beoordeeld door                  | Jaar | Score |
| -------------------------------- | ---- | ----- |
| SegaFan.com                      | 2003 | 68%   |
| GameZone                         | 2003 | 68%   |
| IGN                              | 2003 | 65%   |
| N-Zone                           | 2003 | 56%   |
| GameSpy                          | 2003 | 55%   |
| Jeuxvideo.com                    | 2003 | 50%   |
| Game Informer Magazine           | 2003 | 40%   |
| Eurogamer.net (UK)               | 2003 | 40%   |
| Digital Entertainment News (den) | 2003 | 24%   |